# ضعف اراده

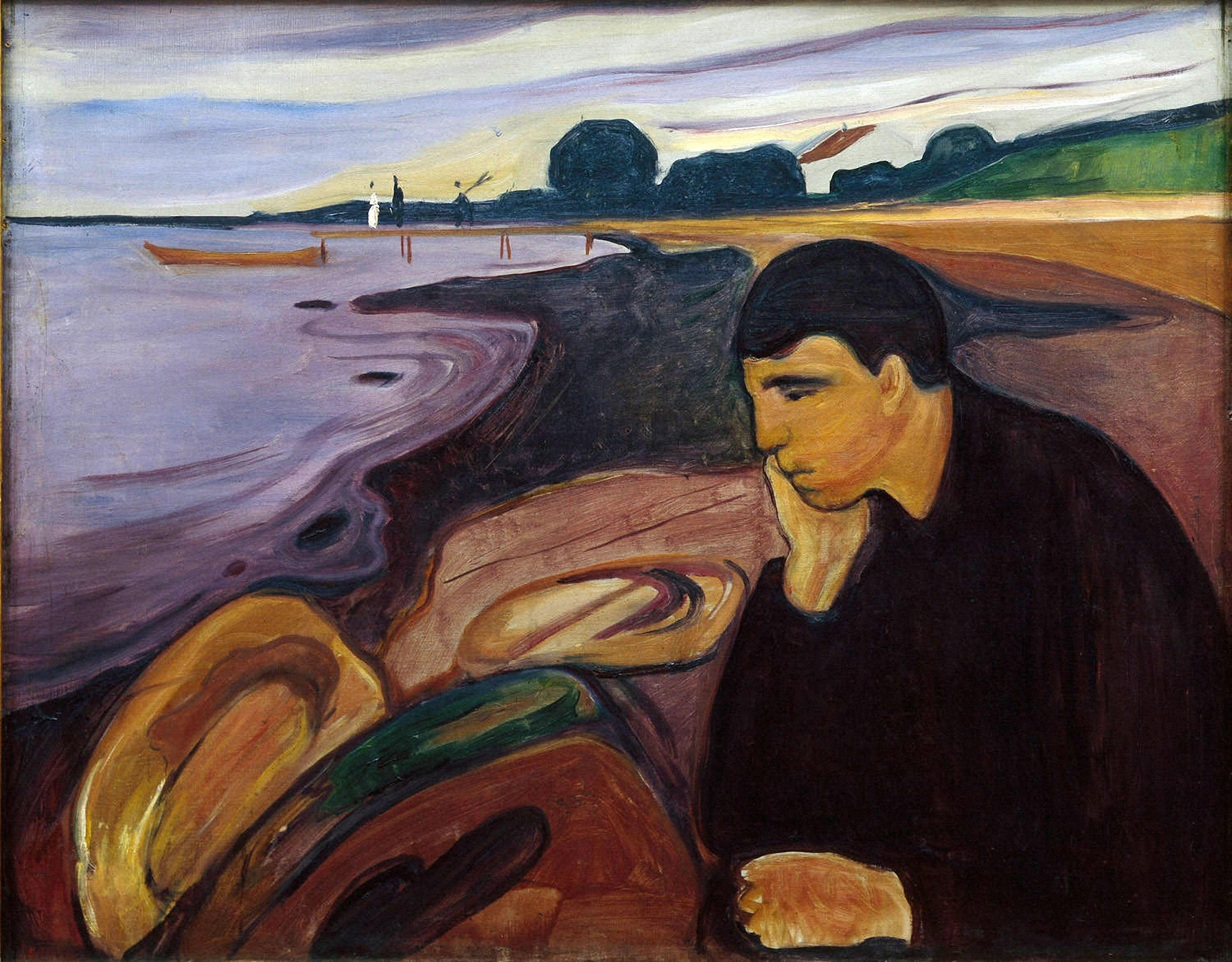
این نقاشی مونه که در رابطه با ضغف اراده و مبانی بنیادی آن در سرنوشت انسان اشاره میکند به خوبی بیانگر این ماجرا است.

ضعف اراده (Aboulia) یا بی‌ارادگی، اصطلاحی است در روان‌کاوی و به مواردی اشاره دارد که فرد معمولاً با وجود فهم و توانایی جسمی و فکری بالا می‌داند چه باید انجام دهد اما اقدام به انجام آن نمی‌کند. برای نمونه برخی بیماران دچارشده به ضعف اراده ساعت‌ها غذا را می‌جوند بدون این‌که آن را ببلعند.
ضعف اراده، کاهش تکانه در فکر یا عمل (مثلاً فقدان آرزو) است به همراه بی‌تفاوتی به پیامدهای عمل در نتیجه نقص عصب‌شناختی، افسردگی و روان‌گسیختگی.
ضعف اراده، ترجمه واژه یونانی «آکراسیا» است و به معنای انجام عملی آگاهانه برخلاف آنچه فرد آن را درست می‌ داند. به عبارت دقیق‌ تر، این مفهوم به رفتاری اشاره دارد که در تضاد با قضاوت فرد درباره بهترین تصمیم ممکن است. سقراط معتقد بود که انسان نمی‌ تواند برخلاف خرد خویش عمل کند، زیرا امیال و شهوات توان غلبه بر عقل را ندارند. (Plato 1997, 1.782) بر همین اساس، او نخستین فیلسوفی است که وجود ضعف اراده را ناممکن می‌ داند.
در دوران معاصر، این مسئله به یکی از مباحث مهم در فلسفه اخلاق تبدیل شده است. برخی فلاسفه ضعف اراده را امری ممکن دانسته‌ اند، در حالی که برخی دیگر آن را غیر ممکن تلقی کرده‌ اند. گروهی این پدیده را نشانه‌ای از خردگریزی می‌ دانند، در حالی که دیگران تلاش کرده‌ اند تا تبیین‌ هایی ارائه دهند که آن را از این برچسب مبرا سازد.

#### اختلال ضعف اراده (ابولیا)
اراده نیروی درونی انسان برای تعیین هدف، برنامه ریزی، پیگیری و دستیابی به آن است. این توانایی همچنین شامل غلبه بر موانع و نیروهای منفی است که فرد را از دنبال کردن اهدافش بازمی دارد. برای مثال، یکی از جلوه های اراده، کنترل پرخوری است، در حالی که نمونه ای دیگر می تواند ترک مصرف مواد مخدر و مقاومت در برابر وسوسه بازگشت به آن باشد. اراده همچنین در مدیریت خشم، غلبه بر خستگی، بی حوصلگی و مقابله با تمام نیروهای منفی نقش اساسی دارد.
اختلال ضعف اراده یا ابولیا (Aboulia) نوعی ناتوانی روانی است که با کاهش شدید انگیزه، بی میلی به انجام فعالیت ها، مشکل در تصمیم گیری و ناتوانی در برقراری ارتباط با دیگران همراه است. این وضعیت معمولاً در اثر مشکلات عصبی بروز می کند و می تواند فرد را به شدت درگیر کند.
در بسیاری از موارد، این اختلال ریشه های ارثی دارد و ممکن است از دوران کودکی ظاهر شود. افراد مبتلا به ابولیا معمولاً در تصمیم گیری و به ویژه در اجرای تصمیمات خود با مشکل مواجه می شوند و اغلب رویکردی منفعلانه دارند.
در مقابل، افراد با اراده قوی توانایی مقابله با مشکلات، رفع نواقص و تحقق برنامه های خود را دارند. اما کسانی که دچار ضعف اراده هستند، معمولاً تصمیماتشان در حد نظریه باقی می ماند یا در صورت اجرا، با کندی و تأخیر همراه خواهد بود.

#### علائم و نشانه های افراد مبتلا به ضعف اراده
افراد مبتلا به این اختلال روانی دارای ویژگی ها و نشانه هایی هستند که مهم ترین آنها عبارتند از:
- بی انگیزگی در انجام کارها: افراد مبتلا به ابولیا فاقد انگیزه لازم برای عملی کردن تصمیمات خود هستند. آنها نسبت به فعالیت های فردی و گروهی بی اشتیاق بوده و انجام مسئولیت های روزمره برایشان دشوار است.
- گرایش به انزوا و رفتار ضد اجتماعی : انزواطلبی یکی از ویژگی های بارز این افراد است. آنها به سختی به دیگران علاقه مند می شوند، اغلب بی تفاوت هستند و از ایجاد روابط صمیمانه پرهیز می کنند. ارتباطات آنها محدود و سطحی بوده و تمایلی به تعاملات اجتماعی ندارند.
- عدم تمایل به اظهار نظر: این افراد در مواجهه با موضوعات مختلف، از بیان نظرات و سلیقه شخصی خود خودداری کرده و تمایلی به مشارکت در بحث ها ندارند.
- اختلال در تصمیم گیری و برنامه ریزی: افراد دارای ضعف اراده در تصمیم گیری با تردید مواجه هستند و توانایی اتخاذ تصمیمات مناسب را ندارند. این مشکل در برنامه ریزی امور شخصی و حرفه ای آنها نیز مشاهده می شود. حتی در صورت اتخاذ تصمیم صحیح، اجرای آن برایشان دشوار بوده و معمولاً با تأخیر و تعلل همراه است.
- بی تفاوتی و بی احساسی: افراد مبتلا به ابولیا انگیزه ای برای انجام امور ندارند و نسبت به وظایف خود احساس مسئولیت نمی کنند. آنها معمولاً در تکمیل پروژه ها و انجام کارهای مهم دچار مشکل می شوند.
- نشانه های دیگر: اختلالات خواب، بی اشتهایی، خستگی مزمن، ضعف حافظه و ناپایداری خلق و خو از دیگر علائم شایع این اختلال محسوب می شوند.

#### عوامل ایجاد اختلال ضعف اراده
آسیب مغزی یا زوال عقل ممکن است عملکرد طبیعی مغز را مختل کند و موجب بروز ابولیا شود. به نظر می رسد آسیب به نورون های عصبی لوب های جلویی مغز که بر سیستم دوپامینرژیک تاثیر می گذارند، علت ابتلا است . سیستم دوپامینرژیک سیستم شیمیایی تولید شده در مغز را توصیف می کند که احساسات مثبت شادی و رضایت را به وجود می آورد. بنابراین ممکن است که بازخورد مثبت مختل شود، که شامل انگیزه کم برای سعی در دستیابی به چیزهایی است که شخص را خوشحال می کند.
اکثر افرادی که علائم abulia را تجربه می کنند و یکی از شرایط زیر را تجربه کرده اند.
بسیاری از آسیب های عصب شناسی، با ضعف اراده مرتبط هستند.
1. سکته مغزی
2. خونریزی مغزی
3. مسمومیت
4. کمبود اکسیژن در بافت های بدن
5. بیماری های عفونی
6. تومور مغزی
7. بیماری پارکینسون
8. بیماری هانتیگتون
9. سندورم اضطراب
10. زوال مادرزادی
11. افسردگی و مصرف الکل و مواد مخدر
12. جنون جوانی
13. دمانس عروقی

بیماری ضعف اراده ترکیبی از اسکیزوفرنی ها است که در طول زمان با تغییرات روانی، ضعیف شده اند.
یکی از نشانه های این بیماری، عدم تمایل به انجام ساده ترین و ضروری ترین کارها است.

#### تشخیص و درمان اختلال ضعف اراده (ابولیا)
تشخیص ابولیا
فرایند تشخیص ابولیا ممکن است زمان بر باشد، زیرا این اختلال معمولاً از طریق بررسی دقیق سوابق پزشکی فرد و مشاهدات اطرافیان، از جمله دوستان و اعضای خانواده، شناسایی می شود. پزشک در جلسات ارزیابی، سؤالات دقیقی در مورد احساسات، رفتارها و تغییرات فردی مطرح کرده و از مشاهدات بالینی برای تحلیل وضعیت بیمار استفاده می کند.
در برخی موارد، تصویربرداری مغزی مانند سی تی اسکن (CT scan) یا ام آر آی (MRI) ممکن است برای شناسایی ضایعات مغزی موضعی، مانند سکته مغزی که یکی از علل اصلی ابولیا محسوب می شود، مورد استفاده قرار گیرد.

#### روش های درمانی ابولیا
برای مدیریت و کاهش علائم این اختلال، چندین روش درمانی پزشکی و توانبخشی وجود دارد:
- دارو درمانی: برخی داروها که بر سیستم دوپامینرژیک تأثیر می گذارند، در بهبود علائم ابولیا نتایج مثبتی نشان داده اند. این داروها به تنظیم عملکرد مغز و افزایش انگیزه در بیماران کمک می کنند.
- توانبخشی شناختی: این روش به بهبود مهارت های تفکر و تصمیم گیری کمک کرده و ممکن است باعث کاهش شدت علائم ابولیا شود.
- فیزیوتراپی: فعالیت های فیزیکی کنترل شده می تواند به افزایش تحرک بیماران کمک کند و در برخی موارد موجب افزایش انگیزه و بهبود عملکرد روزمره شود.
- مشاوره خانوادگی: برقراری ارتباط مؤثر بین بیمار و خانواده می تواند نقش مهمی در بهبود وضعیت روانی فرد داشته باشد و حمایت عاطفی مناسبی را برای مدیریت این اختلال فراهم کند.